# Vêpres
Pour les articles homonymes, voir Vêpres (homonymie).
 (décembre 2017).
Les vêpres sont le moment liturgique qui correspond à la prière du soir dans le christianisme. Le nom vient du latin ecclésiastique vespera, qui désigne l'office divin du soir.
Les vêpres marquent la fin de l'après-midi et le début de la soirée. Dans les monastères, elles sont généralement célébrées entre 18 et 19 h, parfois un peu plus tôt en période de l'Avent (hiver) dans les pays au climat tempéré, juste avant le coucher du soleil. Elles marquent le changement de jour liturgique, commémorent la création du monde et en célèbrent la beauté.
Les vêpres diffèrent entre l'Église catholique, l'Église orthodoxe ou le protestantisme.

## Rite romain

### Fonction
« À la fin de la journée, l'Église qui, depuis laudes, n'a cessé de rester en contact avec Dieu, grâce à l'office du milieu du jour ou aux offices de tierce, sexte et none, retrouve son intimité, de façon plus prolongée. Elle remercie pour les merveilles de la création, pour l'activité qu'elle a pu mener, et se complaît dans la présence de son Seigneur, comme les apôtres le soir de Pâques, tout en attendant son retour définitif. »

— Dom Robert Le Gall, Dictionnaire de liturgie, p. 250.

### Histoire
Les vêpres sont non seulement l'un des offices les plus anciens dans la tradition de l'Église romaine mais aussi toujours celui du rang primordial dans la hiérarchie des offices.

#### Origine
L'office des vêpres tire ses origines de la tradition hébraïque. Le schéma traditionnel juif « lecture - chant - prière » se trouve en effet depuis toujours dans la liturgie romaine et en particulier dans les vêpres,. De plus, les premiers chrétiens conservaient leurs dévotions privées à domicile selon les heures traditionnelles de la prière de juive. Mais surtout, en remplaçant le Chabbat, la célébration la plus importante avec l'Eucharistie était exécutée à la nuit du samedi au dimanche, et il s'agit de l'origine des vêpres ainsi que de la messe. Même de nos jours, quelques solennités majeures ont une messe de vigile qui doit être célébrée le soir, intégrant ou non la psalmodie de vêpres.
Comme la liturgie de l'Église romaine fut toutefois exécutée en grec pendant les deux premiers siècles sous influence de la liturgie byzantine, elle restait différente des offices actuels. Pour la liturgie de soirée, une formule la plus ancienne en latin, mais de nos jours oubliée, fut retrouvée. Il s'agit du psaume 141 (140) Dirigatur oratio mea sicut incensum in conspectu tuo elevatio manuum mearum sacrifitium vespertinum (Que ma prière soit devant votre face comme l'encens, et l'élévation de mes mains comme l'offrande du soir). C'était exactement un verset pareil de la tradition byzantine, car à cette époque-là, saint Jean Chrysostome († 407) précisait dans son œuvre Expositiones in psalmos que l'on le chantait sous une forme in directum, à savoir sans refrain, avec des récitations et des mélismes, et vraisemblablement par un soliste. Le passage du grec au latin avait été effectué entre la fin du IIe siècle et le début du IVe siècle. Dorénavant, d'immenses évolutions de l'office de soirée au sein de l'Église se commencèrent graduellement mais considérablement.
Dès le IVe siècle jusqu'au VIe siècle, quelques hymnes d'Aurelius Prudentius Clemens, dit Prudence, étaient utilisées pour la liturgie du Lucernaire, à savoir « pour l'heure où l'on allume la lampe. » Surtout ce livre était cité dans la règle de saint Césaire puis celle d'Aurélien d'Arles. Il s'agissait de l'œuvre Cathemerinon [lire en ligne] qui était, c'est-à-dire, un livre d'heures très primitif avec une forme la plus archaïque. D'ailleurs, ce Lucernaire était, à l'origine, célébré uniquement le samedi soir, mais déjà possédait une structure : un petit psaume direct, trois antiennes et une hymne. À cette époque-là, la composition des hymnes fut également effectuée par saint Hilaire de Poitiers.
Le premier emploi du terme « ad vesperam » au lieu d' « ad lucernarium » se trouve déjà dans la règle de saint Césaire.
Ensuite, le cycle des heures fut définitivement installé dans les monastères par la règle de saint Benoît vers 530,. La journée était principalement structurée de deux célébrations majeures : les laudes le matin ainsi que les vêpres le soir, car ces offices solennels s'accordent aux lever et coucher du soleil.
Si le mot français « vespres » n'apparut qu'en 1207 ou 1208, c'était saint Benoît qui fixa l'utilisation du terme latin ecclésiastique « vespera (ou vesperæ,) ».

#### Établissement des répertoires aux

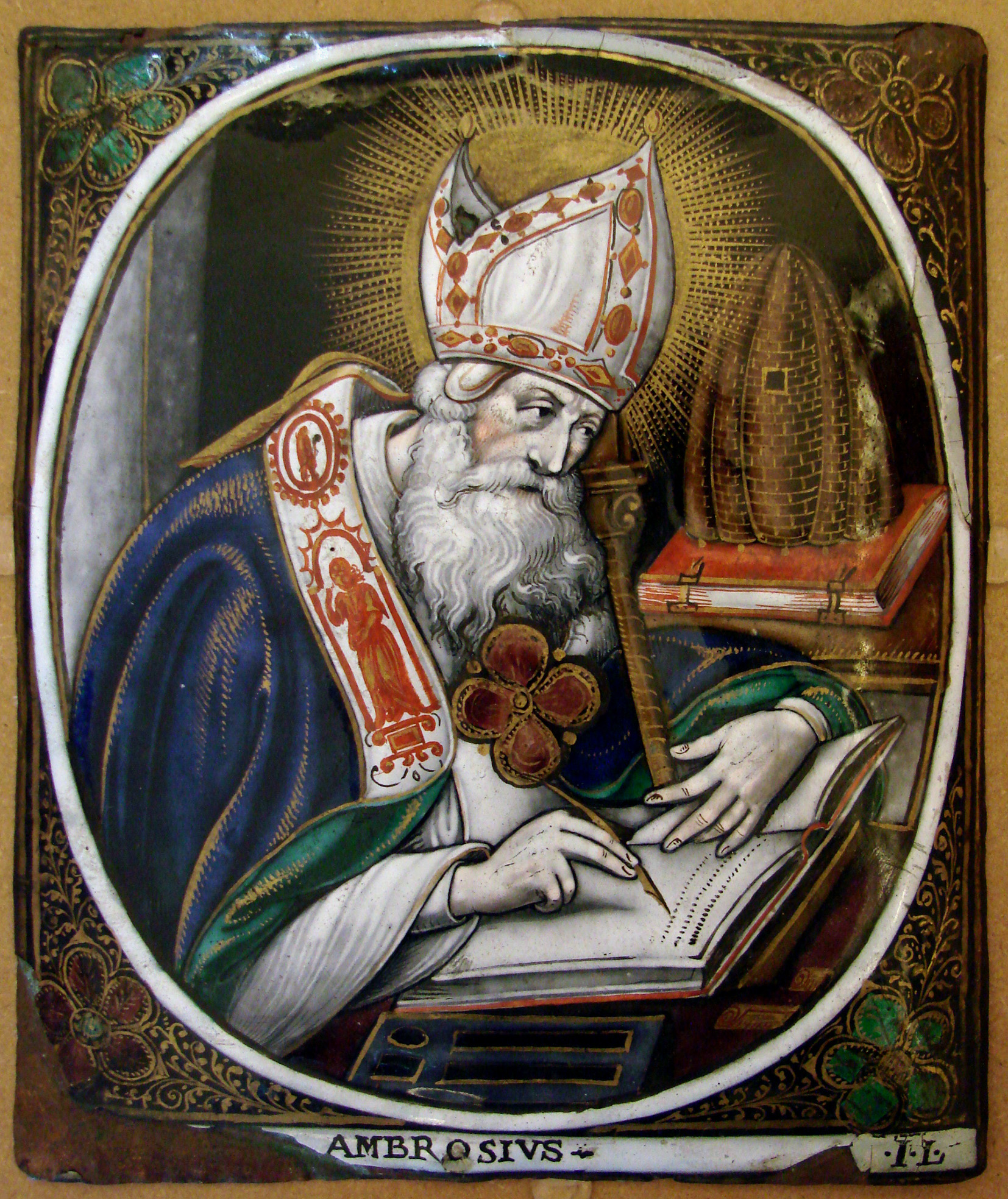
Saint Ambroise.

#### Établissement des répertoires auxVIIeetVIIIesiècles

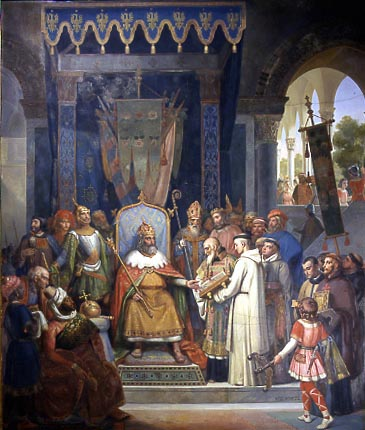
Hymne de l'abbé Alcuin, d'abord composée pour Charlemagne :
Luminis fons, lux et origo lucis,
tu pius nostris precibus faveto,
luxque peccati tenebris fugatis,
nos tua adornet. .........
Tableau de Jean-Victor Schnetz.

Parmi les quatorze hymnes des vêpres actuellement utilisées dans la Liturgia horarum, six œuvres sont attribuées à la première moitié du VIIe siècle, si leurs auteurs restent inconnus. Les trois autres furent composées entre les VIIe et VIIIe siècles. Mais surtout l'excellence des vêpres s'illustre de deux auteurs particulièrement distingués.
D'une part, le texte de l'hymne Luminis fons fut composé par l'abbé Alcuin de Saint-Martin de Tours († 804) au VIIIe siècle. Il était notamment l'enseignant de Charlemagne et de ses enfants. Cette hymne est actuellement chantée aux lundis des semaines II et IV. Par ailleurs, elle est un écho des hymnes de saint Ambroise de Milan.
Il est donc probable que les textes liturgiques des vêpres furent fixés au VIIIe siècle ou au siècle suivant.

#### Évolution à la fin du Haut Moyen Âge
Si la composition des vêpres n'était pas modifiée, elles furent enrichies avant le Moyen Âge central. D'une part, pour le début de cet office Deus in adjutorium en grégorien par exemple, il existait les trois tons : un ton simple ou férié, un ton festif ainsi qu'un ton remarquable exclusivement consacré aux vêpres des fêtes solennelles. D'autre part, un répons éminant fut inséré entre le capitule et l'hymne. Ce chant responsorial distingué était plus élaboré et plus orné afin d'accentuer la solennité, jusqu'à ce qu'il soit abandonné à l'exception de quelques rites monastiques.
Au regard des répertoires, en tant que derniers, un peu de textes comme Horis peractis furent ajoutés, vraisemblablement au Xe siècle.

#### Le faux-bourdon, solennité simple
Même après la Renaissance, la solennité des vêpres fut à nouveau confirmée. En effet, afin de souligner cette caractéristique, il fut admis qu'on chantât les psaumes des vêpres, les hymnes et quelques antiennes en faux-bourdon, selon le Thesaurus sacrorum rituum, seu Commentaria in rubricas Missalis et Breviarii romani, publié en 1630 par Dom Bartolomeo Gavanti, préfet de la province de Rome pour son ordre.

#### L'office des vêpres selon le concile Vatican II
De nos jours encore, l'importance de la célébration des vêpres est assez soulignée par la constitution sur la liturgie du Saint-Siège :

« Les pasteurs veilleront à ce que les Heures principales, surtout les vêpres, les dimanches et jours de fêtes solennelles, soient célébrées en commun dans l'église. On recommande aux laïcs eux-mêmes la récitation de l'office divin, soit avec les prêtres, soit lorsqu'ils sont réunis entre eux, voire individuellement. »

— Sacrosanctum Concilium, chapitre IV, n° 100 Participation des fidèles (1963)

### Rite avant la réforme du bréviaire en 1969
Les vêpres sont organisées de la manière suivante :
- le verset Deus in adjutorium[a 1] ;
- 5 psaumes avec leurs antiennes que l'on dit avant et après le psaume (sauf pendant le temps pascal où on dit l'antienne avant le premier psaume, puis on la répète après le dernier psaume) ;
- le capitule (une lecture extrêmement brève tirée de l'Écriture) ;
- une hymne, suivie d'un verset ;

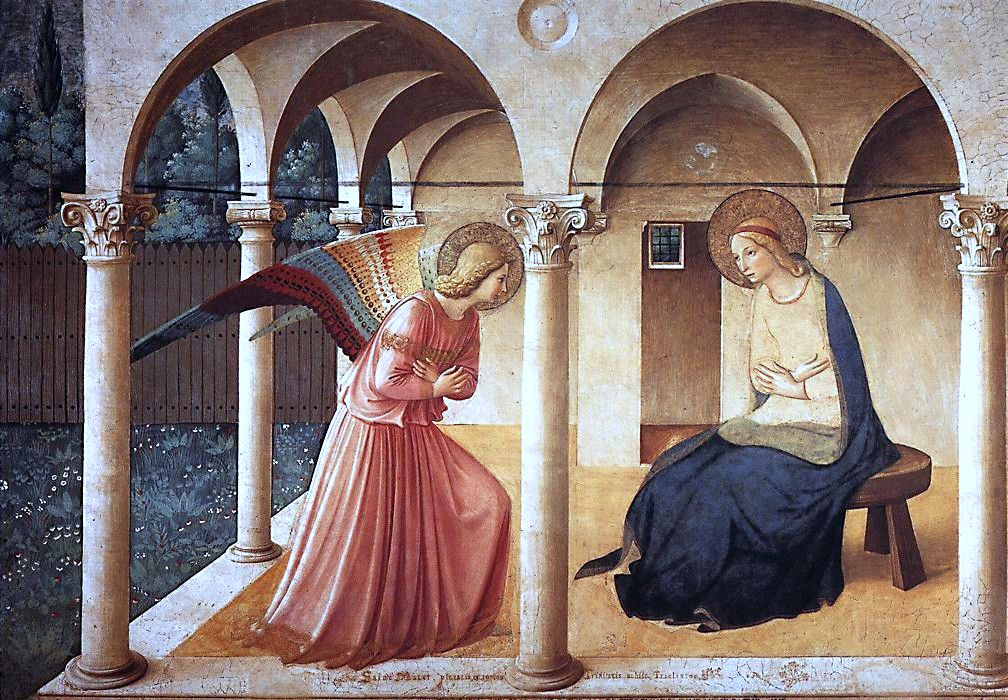
Magnificat, sommet des vêpres, (œuvre de Fra Angelico).

- le Magnificat (Cantique de la Sainte Vierge - Bible Crampon 1923/Luc 1,46-55) avec son antienne, que l'on dit avant et après le cantique ;
- l'oraison (qui est la collecte de la messe du jour), y compris le Benedicamus Domino[a 5].

Certains jours, on doit faire mémoire d'une férie ou d'un saint. On ajoute alors après l'oraison du jour, l'antienne à Magnificat, le verset et enfin on dit l'oraison.
Pendant le temps du Carême et lors des féries majeures de l'Avent (du 17 au 23 décembre) les mercredi et vendredi ont ajoute les prières fériales qu'on dit juste après la répétition de l'antienne à Magnificat.
À l'Office des Morts, à la place du « Gloria Patri » qui termine chaque psaume, on chante « Requiem æternam ».
L'office divin doit se réciter en latin. En 1964, le Vatican a autorisé l'usage du vernaculaire pour la récitation de l'office, pourvu que la traduction ait été agréée par l'autorité légitime.

### Rite après la réforme du bréviaire en 1969
Les vêpres sont désormais organisées de la manière suivante :
- une introduction ;
- une hymne[d 5] ;
- deux ou plusieurs psaumes, variant selon les jours, avec leurs antiennes que l'on dit généralement avant et après le psaume ;
- un Cantique du Nouveau Testament ;
- le capitule, une lecture brève tirée des Écritures (mais pas des Évangiles) ;
- le répons, une ou deux phrases tirées des Écritures, chantées par un ou des soliste(s) et reprises en chœur, avec un Gloire au Père ;
- le Magnificat (Cantique de la Sainte Vierge - Bible Crampon 1923/Luc 1, 46-55) avec son antienne, que l'on dit avant et après le cantique ,
- une prière litanique, louange à Dieu ou intercession pour l'Église et tous les hommes ;
- le chant du Notre Père ;
- l'oraison (qui est la collecte de la messe du jour), ou dans les monastères cisterciens un chant à la Vierge Marie.

Selon les temps liturgiques, les différentes solennités et fêtes et les mémoires des saint(e)s, les hymnes, antiennes, répons, capitules et oraisons diffèrent. Solennités et fêtes ont aussi leurs psaumes propres.

## Rite byzantin
L'office des grandes vêpres se compose habituellement comme suit :
- Doxologie et Invitatoires ;
- Psaume 103 ;
- Grande litanie de paix ;
- Lucernaire ;
- Entrée du clergé (seulement aux vêpres des jours les plus festifs) ;
- « Lumière joyeuse », hymne d'usage très ancien dont il existe aussi une version plus étoffée dans le rite romain, évoquant le déclin du jour ;
- Prokeimenon du jour de la semaine (pendant le Grand Carême, on chante les prokeimenons du Triode et non celui du jour) ;
- Lectures propres aux jours festifs ou aux jours de carême, le cas échéant ;
- Litanie ardente (aux vêpres quotidiennes, elle est dite après les tropaires apolytiques) ;
- « Daigne ce soir Seigneur nous garder sans péchés », prière généralement lue ;
- Litanie de demandes ;
- Litie (les jours festifs) ;
- Apostiches ;
- Cantique de Syméon (Lc 2,29-32) « Nunc dimittis », en général lu par le doyen ;
- Prières du Trisagion et Notre Père ;
- Tropaire apolytique (de la fête du Ménée, ou de la fête du Triode, ou du pentécostaire, ou, le samedi soir, dans l'usage russe, hymne « Vierge Déipare, réjouis-toi ») suivi du théotokion du ton correspondant ;
- Congé (avec l'artoclasie qui répond à la litie, les jours festifs).

En rite byzantin, les petites vêpres se distinguent des grandes vêpres. Les petites vêpres sont célébrées à la fin de l'après-midi lorsque les grandes vêpres sont adjointes aux matines plus tard dans la soirée pour les grandes fêtes. Elles se composent des prières initiales, du psaume 103, du lucernaire, de l'entrée, du prokimenon, du Daigne Seigneur, des apostiches, du cantique de Syméon, des prières du Trisaghion et du Notre Père, et d'une litanie ardente.
C'est l'office de vêpres qui fait office de pivot entre deux jours liturgiques. Selon la tradition juive, fondée sur Gn. 1, 5 (« Il y eut un soir, il y eut un matin »), le jour commence au coucher du soleil. Très exactement, les Typikon indique que c'est au moment de la prière « Daigne, Seigneur » que change la règle de prière : ainsi, c'est après elle que l'on se remet à faire des prosternations le dimanche soir en carême. Cependant, la totalité de l'hymnographie de l'office de vêpres, avant comme après cette prière, est consacrée au jour qui suit.